# Radiație corpusculară
Radiația corpusculară este o radiație formată din particule care au masă de repaus nenulă: electroni, protoni, neutroni etc. și care posedă o anumită energie cinetică.

## Clasificare
Din punct de vedere al sarcinii electrice, radiațiile corpusculare pot fi:
- încărcate electric:
  - particule α {\displaystyle \left({}_{2}^{4}\mathrm {\alpha } \right)}: nuclee de heliu care rezultă din dezintegrarea radioactivă de tip alfa; poartă două sarcini elementare pozitive iar masa lor este egală cu patru unități atomice de masă;
  - particule β {\displaystyle \left({}_{-1}^{{\;}0}\mathrm {\beta } \right)}: electroni care rezultă din dezintegrarea radioactivă de tip beta minus; poartă o sarcină elementară negativă, număr de masă zero, masa lor fiind egală cu 1/1840 unități atomice de masă;
  - particule β+ {\displaystyle \left({}_{+1}^{{\;\;}0}\mathrm {\beta } \right)}: pozitroni (antiparticulele electronilor) care rezultă din dezintegrarea radioactivă de tip beta plus sau prin generarea de perechi;
  - protoni, {\displaystyle \left({}_{1}^{1}\mathrm {p} \right)}, care sunt nuclee de hidrogen;
- neutre și anume neutroni {\displaystyle \left({}_{0}^{1}\mathrm {n} \right)}: particule elementare nucleare, cu număr de masă unu.

## Vântul solar
O categorie specială o constituie radiațiile corpusculare emise de Soare și care formează vântul solar.
Particulele încărcate electric, datorită înclinării axei terestre, intră oblic în câmpul magnetic al Pământului și, sub acțiunea forței Lorentz, se mișcă pe traiectorii elicoidale și ajung la poli.
Efectele ionizante ale acestor particule generează aurorele polare.
Neutroni din vântul solar, având timpul de viață scurt, nu ajung pe Pământ și se transformă, fiecare, într-o pereche electron-proton, care se adaugă la particulele ionizate.